# Caisnes
Caisnes és un municipi francès, situat al departament de l'Oise i a la regió dels Alts de França. L'any 2007 tenia 477 habitants.

## Demografia

### Població
El 2007 la població de fet de Caisnes era de 477 persones. Hi havia 178 famílies de les quals 36 eren unipersonals (24 homes vivint sols i 12 dones vivint soles), 51 parelles sense fills, 79 parelles amb fills i 12 famílies monoparentals amb fills.
La població ha evolucionat segons el següent gràfic:
Habitants censats

### Habitatges
El 2007 hi havia 194 habitatges, 177 eren l'habitatge principal de la família, 10 eren segones residències i 7 estaven desocupats. 191 eren cases i 1 era un apartament. Dels 177 habitatges principals, 153 estaven ocupats pels seus propietaris, 18 estaven llogats i ocupats pels llogaters i 6 estaven cedits a títol gratuït; 1 tenia una cambra, 4 en tenien dues, 21 en tenien tres, 57 en tenien quatre i 94 en tenien cinc o més. 40 habitatges disposaven pel capbaix d'una plaça de pàrquing. A 82 habitatges hi havia un automòbil i a 87 n'hi havia dos o més.

### Piràmide de població
La piràmide de població per edats i sexe el 2009 era:
| Homes | Edats   | Dones |
| ----- | ------- | ----- |
| 0     | 95 o +  | 0     |
| 0     | 90 a 94 | 0     |
| 0     | 85 a 89 | 0     |
| 0     | 80 a 84 | 0     |
| 4     | 75 a 79 | 0     |
| 4     | 70 a 74 | 16    |
| 20    | 65 a 69 | 4     |
| 12    | 60 a 64 | 12    |
| 8     | 55 a 59 | 16    |
| 12    | 50 a 54 | 4     |
| 12    | 45 a 49 | 16    |
| 12    | 40 a 44 | 0     |
| 16    | 35 a 39 | 24    |
| 24    | 30 a 34 | 28    |
| 20    | 25 a 29 | 24    |
| 4     | 20 a 24 | 4     |
| 8     | 15 a 19 | 12    |
| 32    | 10 a 14 | 16    |
| 20    | 5 a 9   | 28    |
| 20    | 0 a 4   | 20    |

## Economia
El 2007 la població en edat de treballar era de 307 persones, 212 eren actives i 95 eren inactives. De les 212 persones actives 194 estaven ocupades (118 homes i 76 dones) i 18 estaven aturades (6 homes i 12 dones). De les 95 persones inactives 30 estaven jubilades, 28 estaven estudiant i 37 estaven classificades com a «altres inactius».

### Ingressos
El 2009 a Caisnes hi havia 179 unitats fiscals que integraven 485,5 persones, la mediana anual d'ingressos fiscals per persona era de 18.747 €.

### Activitats econòmiques
Dels 8 establiments que hi havia el 2007, 1 era d'una empresa de fabricació d'altres productes industrials, 2 d'empreses de construcció, 3 d'empreses de comerç i reparació d'automòbils, 1 d'una empresa financera i 1 d'una empresa immobiliària.
Dels 2 establiments de servei als particulars que hi havia el 2009, 1 era un electricista i 1 empresa de construcció.
L'any 2000 a Caisnes hi havia 3 explotacions agrícoles.

## Equipaments sanitaris i escolars
El 2009 hi havia una escola elemental integrada dins d'un grup escolar amb les comunes properes formant una escola dispersa.

## Poblacions més properes
El següent diagrama mostra les poblacions més properes.